# رؤساء أركان الجيش العراقي
رئيس أركان الجيش العراقي (باللغة الكردية: سه‌رۆک ئه‌رکانی سوپای عێراق) هو أعلى قائد في الجيش العراقي ويحمل عادةً أعلى رتبة فيه، ويُعين رئيس أركان الجيش ومعاونوه باقتراح من وزير الدفاع وتوصية مجلس الوزراء وموافقة مجلس النواب ومصادقة مجلس الرئاسة.
ولا يجوز أن يتولى منصب رئيس أركان الجيش أو معاونيه إلا الضابط المتخرج من كلية الأركان ودورات كليتي الحرب والدفاع الوطني.

## قائمة رؤساء أركان الجيش العراقي
رئيس أركان الجيش بالأصالة.
     رئيس أركان الجيش بالوكالة (مؤقت).
     غير ذلك.
| ترتيب                                                                                                   | الاسم                        | الصورة | الرتبة عند تولي المنصب | المدة                                                          | ملاحظات |
| --- | ---------------------------- | ------ | ---------------------- | -------------------------------------------------------------- | --- |
| المملكة العراقية (1921-1958)                                                                            |                              |        |                        |                                                                | |
| 1 | نوري السعيد                  |        | فريق                   | من: 6 كانون الثاني/يناير 1921 حتى: 20 تشرين الثاني/نوفمبر 1922 | خدم في الجيش العثماني وساهم في الثورة العربية وانضم إلى الأمير فيصل في سوريا، وبعد فشل تأسيس مملكة الأمير فيصل في سوريا على يد الجيش الفرنسي، عاد إلى العراق وساهم في تأسيس المملكة العراقية والجيش العراقي. شغل سابقًا منصب رئيس أركان جيش الثورة العربية الكبرى. |
| 2 | طه الهاشمي                   |        | فريق                   | من: 20 تشرين الثاني/نوفمبر 1922 حتى: 28 تموز/يوليو 1924        | تخرج من المدرسة العسكرية في إستنابول عام 1906 ثم تخرج من مدرسة الأركان عام 1909 برتبة رئيس ركن. عينه فيصل بن الحسين مديرا للأمن العام عام 1920 وبعد معركة ميسلون ذهب إلى تركيا وتسلم رئاسة قسم التاريخ في دائرة الأركان التركية وعاد إلى العراق عام 1922 وعينه فيصل بن الحسين آمرا لمنطقة الموصل ثم رئيسا لأركان الجيش العراقي عام 1923. |
| في 1924 ألغي منصب رئيس أركان الجيش و أحيلت مهامه إلى منصب وكيل القائد العام للقوات المسلحة              |                              |        |                        |                                                                | |
| - | نوري السعيد                  |        | فريق                   | من: 28 تموز/يوليو 1924 حتى: 28 أيار/مايو 1928                  | أحيلت إليه مهام قيادة الأركان باعتباره وكيل القائد العام للقوات المسلحة. |
| بحلول عام 1928 أعيد المنصب من جديد                                                                      |                              |        |                        |                                                                | |
| - | طه الهاشمي                   |        | فريق                   | من: 28 أيار/مايو 1928 حتى: 29 تشرين الأول/أكتوبر 1936          | |
| 3 | بكر صدقي                     |        | فريق                   | من: 29 تشرين الأول/أكتوبر 1936 حتى: 11 آب/أغسطس 1937           | عرف بانقلابهِ عام 1936 الذي أزاح حكومة ياسين الهاشمي وقتل جعفر العسكري، والذي تولى على إثره منصب رئيس أركان الجيش العراقي، وقبله كان يتولى منصب قائد الفرقة الثانية في الجيش العراقي. اغتيل لاحقًا فاضطرت حكومة حكمت سليمان التي قام بتعيينها للاستقالة. |
| 4 | عبداللطيف نوري               |        | فريق                   | من: 15 آب/أغسطس حتى: 22 آب/أغسطس 1937                          | بعد اغتيال بكر صدقي، صدرت إرادة ملكية بإحالته إلى التقاعد. انخرط بعدها بالعمل السياسي وانتخب نائبًا في البرلمان. |
| 5 | حسين فوزي                    |        | فريق                   | من: 22 آب/أغسطس 1937 حتى: 20 شباط/فبراير 1940                  | ولد في بغداد 17 كانون الثاني يناير سنة 1889 لأسرة من الموصل، وبعد أن أكمل دراسته الاولية دخل المدرسة الرشدية العسكرية والاعدادية العسكرية في بغداد، ثم التحق في سنة 1906 بالمدرسة الحربية في الاستانة في قسم مدفعية الصحراء، وبعد 3 سنوات نجح بتفوق وحاز رتبة ملازم ثان سنة 1909. بدأت بالتدخل بالسياسة وحاول الإطاحة بنوري السعيد عن طريق الضغط على الأمير عبدالإله لكنه فشل في ذلك وأحيل إلى التقاعد. |
| 6 | أمين زكي سليمان              |        | فريق                   | من: 25 شباط/فبراير 1940 حتى: 29 أيار/مايو 1941                 | |
| 7 | محمد أمين أحمد العمري        |        | فريق                   | من: 29 أيار/مايو 1941 حتى: 2 حزيران/يونيو 1941                 | |
| 8 | إسماعيل نامق                 |        | فريق                   | من: 2 حزيران/يونيو 1941 حتى: 20 كانون الأول/ديسمبر 1944        | شغل منصب وزير الدفاع في فترة بين عامي 1944—1946. كما شغل منصب قائد لواء الخيالة الهاشمي الذي أسسه تحسين علي. |
| 9 | صالح صائب الجبوري            |        | فريق أول               | من: 20 20 كانون الأول/ديسمبر 1944 حتى: 18 آب/أغسطس 1951        | هو أول ضابط عراقي يتبوأ هذا المنصب الرفيع بعد أن تخرج في مدرسة الأركان العراقية أما الذين سبقوه بهذا المنصب فقد تخرجوا لدى مدارس الأركان العثمانية أو كانوا ضباطاً غير ركن. تلقى علومه في المدارس العسكرية العثمانية وتخرج ضابطاً وخدم برتبة “ملازم” في البعض من جيوشها أثناء الحرب العالمية الأولى. باشر بالدوام في مدرسة الأركان العراقية بدورتها الثانية يوم 5 كانون الثاني/يناير 1930 وتخرج فيها يوم 31 كانون الأول/ديسمبر 1932 بعد دراسة طالت (3) سنوات. |
| 10 | نور الدين محمود              |        | فريق أول               | من: 18 آب/أغسطس 1951 حتى: 29 كانون الثاني/يناير 1953           | تخرج في المدارس العسكرية العثمانية وخدم في جيوشها قبل الحرب العالمية الأولى وفي أثنائها. قُبِلَ في مدرسة الأركان العراقية بدورتها الأولى يوم 21 أيلول/سبتمبر 1929 وتخرج فيها يوم 29 أيار/مايو 1930 بعد دراسة طالت (6) أشهر فقط. تبوّأ منصب رئيس وزراء حكومة طوارئ عسكرية لشهرين فقط في ظل أحكام عرفية أواخر عام (1952)، عُيِّنَ بعدها عضواً في مجلس الأعيان حتى تموز/يوليو 1958. |
| 11 | حسين مكي خماس                |        | لواء                   | من: 29 كانون الثاني/يناير 1953 حتى: 17 أيلول/ سبتمبر 1953      | تخرج ضابطاً في المدارس العسكرية العثمانية وخدم في البعض من وحدات جيوشها أثناء الحرب العالمية الأولى. إلتحق ضابطاً تلميذاً في مدرسة الأركان بدورتها الثانية يوم 5 كانون الثاني يناير 1930 وتخرج فيها يوم 31 كانون الأول/ديسمبر 1932 بعد دراسة إستغرقت (3) سنوات. خلف الفريق نورالدين محمود في هذا المنصب الرفيع وكالة عام (1953) قبل أن يتبوأ منصب وزير الدفاع. |
| 12 | رفيق عارف                    |        | فريق                   | من: 17 أيلول/ سبتمبر 1953 حتى: 14 تموز/يوليو 1958              | يعتبر أول ضابط من خريجي الدورة الأولى للمدرسة العسكرية العراقية يتبوّأ هذا المنصب الأرفع في الجيش، إذْ كان جميع رؤساء الأركان الذين سبقوه من خريجي المدارس العسكرية العثمانية. إلتحق تلميذاً في المدرسة العسكرية بدورتها الأولى يوم 12 أيار/مايو 1924، وتخرج فيها يوم 28 حزيران/يونيو 1927 بعد دراسة إستغرقت أكثر من (3) سنوات. إلتحق بمدرسة الأركان في دورتها الثالثة يوم 6 كانون الثاني/ يناير 1934 وتخرّج فيها يوم 12 كانون الأول/ديسمبر 1935 بعد دراسة طالت سنتين تقوميتين. وهو أول ضابط ركن عراقي يوفد لإستكمال دراسته لدى كلية الأركان الباكستانية (كويتا). وهو آخر رئيس أركان للجيش العراقي في العهد الملكي. |
| الجمهورية العراقية (1958-1963)                                                                          |                              |        |                        |                                                                | |
| 13 | أحمد صالح العبدي             |        | لواء                   | من: 14 تموز/يوليو 1958 حتى: 8 شباط/فبراير 1963                 | هو أول رئيس أركان للجيش في العهد الجمهوري . قُبِلَ بالدورة الثامنة في المدرسة العسكرية يوم 16 أيلول/سبتمبر 1931 وتخرج فيها يوم 14 أيار/مايو 1934 بعد دراسة دامت حوالي (3). إلتحق بالدورة السابعة في كلية الأركان يوم 24 كانون الثاني/ يناير 1940 وتخرج فيها يوم 11 كانون الأول/ديسمبر 1941 بعد دراسة إستغرقت (عامين) كاملين. |
| الجمهورية العراقية (1963-1991)                                                                          |                              |        |                        |                                                                | |
| 14 | طاهر يحيى                    |        | فريق                   | من: 8 شباط/فبراير 1963 حتى: 20 تشرين الثاني/نوفمبر 1963        | يُعَدّ أول ضابط (غير ركن) الذي يشغل هذا المنصب -منذ الأربعينيات- من دون أن يجتاز دورة الأركان ويحمل شارة الركن، ما أُعتُبِرَ خروجاً على القوانين التقاليد العسكرية. تبوأ منصب رئيس أركان الجيش (9) أشهر قبل أن يغدو رئيساً لمجلس الوزراء بعد حركة 18 تشرين الثاني 1963. قُبِلَ تلميذاً بالدورة العاشرة في “المدرسة العسكرية” يوم 15 أيلول/سبتمبر 1934، وتخرج فيها يوم 15 تشرين الثاني/نوفمبر 1935 بعد دراسة طالت (14) شهراً. |
| 15 | عبد الرحمن عارف              |        | فريق                   | من: 20 تشرين الثاني/نوفمبر 1963 حتى: 15 نيسان/أبريل 1966       | هو الضابط الثاني (غير الركن) الذي يشغل هذا المنصب من دون أن يجتاز دورة الأركان ولذلك لم يثبّت (أصالة) في منصبه. شغل منصب رئيس أركان الجيش (وكالة) سنتين ونصف السنة قبل أن يمسي رئيساً للجمهورية يوم 16 نيسان/أبريل 1966. باشر بصفة تلميذ بالدورة (13) في المدرسة العسكرية يوم 1 حزيران/يونيو 1936، وتخرج فيها يوم 4 تموز/يوليو 1937 بعد دراسة طالت (13) شهراً. |
| 16 | حمودي مهدي                   |        | فريق                   | من: 15 نيسان/أبريل 1966 حتى: 17 تموز/يوليو 1967                | خلف صديقه عبد الرحمن عارف في شغل هذا المنصب (بالوكالة وليس بالأصالة) لحوالي سنة ونصف. هو الضابط الثالث (غير الركن) يشغل هذا المنصب من دون أن يجتاز دورة الأركان ويحمل شارة الركن. باشر بصفة تلميذ بالدورة (15) في المدرسة العسكرية يوم 1 كانون الثاني/يناير 1937 بُعَيدَ انقلاب بكر صدقي، وتخرج فيها يوم 1 كانون الثاني/يناير 1938 بعد دراسة طالت سنة واحدة فقط. |
| 17 | إبراهيم فيصل الأنصاري        |        | لواء                   | من: 17 تموز/يوليو 1967 حتى: 5 آب/ أغسطس 1968                   | قُبِلَ تلميذاً بالدورة (18) في المدرسة العسكرية يوم 27 كانون الأول/ديسمبر 1938 وتخرج فيها يوم 5 كانون الثاني/يناير 1941 بعد دراسة طالت عامين كاملين. خلال العام الثاني من دراسته تم تبديل تسمية المدرسة العسكرية إلى الكلية العسكرية إلتحق ضابطاً تلميذاً بدورة الأركان (16) يوم 24 أيلول/سبتمبر 1949 وتخرج فيها يوم 12 تموز/يوليو 1951 بعد دراسة إستغرقت حوالي عامين. |
| 18 | حماد شهاب                    |        | فريق                   | من: 5 آب/ أغسطس 1968 حتى: 3 نيسان/ أبريل 1970                  | هو الضابط الرابع (غير الركن) الذي يشغل هذا المنصب من دون أن يجتاز دورة الأركان ويحمل شارة الركن. إلتحق تلميذاً بالدورة (22) في الكلية العسكرية يوم 15 أيلول/ سبتمبر 1943، وتخرج فيها يوم 30 حزيران/ يونيو 1945 بعد دراسة طالت حوالي سنتين. شغل منصب رئيس أركان الجيش لسنتين قبل أن يمسي وزيراً للدفاع عام (1970) ولغاية اغتياله يو 30 حزيران/ يونيو 1974. |
| 19 | عبد الجبار شنشل              |        | فريق أول               | من: 3 نيسان/ أبريل 1970 حتى: 15 كانون الثاني/ يناير 1984       | ضرب رقماً قياسياً في شغل منصب رئيس أركان الجيش لـ(14) سنة متواصلة قبل أن يغدو وزيراً للدولة للشؤون العسكرية ووزيراً للدفاع فيعود وزيراً للدولة، ويواصل خدمة جيشه لغاية احتلال العراق. قُبِلَ بالدورة (18) في المدرسة العسكرية مع زميله إبراهيم فيصل الأنصاري يوم 27 كانون الأول/ديسمبر 1938 وتخرج فيها يوم 5 كانون الثاني/يناير 1941 بعد دراسة طالت عامين كاملين. إلتحق ضابطاً تلميذاً بدورة الأركان (15) مع زميله عبد السلام محمد عارف يوم 31 آذار/ مارس 1949 وتخرج فيها يوم 9 نيسان/ أبريل 1951 بعد دراسة دامت أكثر من عامين كاملين.                                                                                    |
| 20 | عبد الجواد ذنون              |        | فريق أول               | من: 15 كانون الثاني/ يناير 1984 حتى: 1986                      | عُيّن محافظاً لمحافظة نينوى من يوم 18 نيسان/ أبريل 1992 حتى 17 أيلول/ سبتمبر 1993. قُبِلَ بالدورة (35) في الكلية العسكرية يوم 1 تشرين الأول/ أكتوبر 1956وتخرج فيها يوم 14 تموز/ يوليو 1959 بعد دراسة طالت حوالي (3) سنوات وهي أول دورة تخرجت في العهد الجمهوري. إلتحق بدورة الأركان (34) بصفة ضابط تلميذ يوم 14 أيلول/ سبتمبر1967 وتخرج فيها يوم 15أيار/ مايو 1969 بعد دراسة طالت حوالي عامين كاملين. |
| 21 | سعدالدين عزيز مصطفى          |        | لواء                   | من: 1986 حتى: 25 تموز/ يوليو 1987                              | كان متقاعداً برتبة لواء ركن وقتما أُستُدعِيَ للخدمة عام 1986 ليشغل منصب رئيس أركان الجيش لسنة واحدة فقط. كان قد باشر تلميذاً بالدورة (25) في الكلية العسكرية يوم 15 أيلول/ سبتمبر 1946 وتخرج فيها يوم 30 حزيران/ يونيو 1949 بعد دراسة طالت حوالي (3) سنوات. إلتحق ضابطاً تلميذاً بدورة الأركان (21) يوم 23 أيلول/ سبتمبر 1954 وتخرج فيها يوم 5 تموز/ يوليو 1956 بعد دراسة إستغرقت حوالي عامين كاملين. |
| 22 | نزار الخزرجي                 |        | فريق أول               | من: 25 تموز/ يوليو 1987 حتى: 19 أيلول/ سبتمبر 1990             | وضعت الحرب العراقية-الإيرانية أوزارها في عهده. قُبِلَ بالدورة (34) في الكلية العسكرية يوم 14 أيلول/ سبتمبر 1955 وتخرج فيها يوم 30 حزيران/ يونيو 1958 بعد دراسة طالت حوالي (3) سنوات وهي آخر دورة تخرجت في العهد الملكي. إلتحق بدورة الأركان (33) يوم 14 أيلول/ سبتمبر 1966 وتخرج فيها يوم 6 حزيران/ يونيو 1968 بعد دراسة دامت حوالي عامين كاملين. |
| 23 | حسين رشيد محمد               |        | فريق أول               | من: 19 أيلول/ سبتمبر 1990 حتى: 1991                            | قُبِلَ بالدورة (38) في الكلية العسكرية يوم 7 تشرين الثاني/ نوفمبر 1959 وتخرج فيها يوم 14 تموز/ يوليو 1962 بعد دراسة طالت أقل من (3) سنوات. إلتحق بدورة الأركان (36) يوم 3 أيار/ مايو 1969 وتخرج فيها يوم 7 نيسان/ أبريل 1970بعد تقليص الدراسة فيها إلى أقل من سنة واحدة. |
| الجمهورية العراقية (1991-2003)                                                                          |                              |        |                        |                                                                | |
| 24 | إياد فتيح الراوي             |        | فريق أول               | من: 1991 حتى: 1995                                             | باشر تلميذاً بالدورة (40) في الكلية العسكرية يوم 29 تشرين الأول/ أكتوبر 1961 وتخرج فيها يوم 15 أيلول/ سبتمبر 1963 بعد دراسة طالت حوالي سنتين. إلتحق بدورة الأركان (41) يوم 1 حزيران/ يونيو 1974 وتخرج فيها يوم 30 تموز/ يوليو 1975 بعد دراسة إستغرقت أكثر من سنة واحدة. |
| 25 | سلطان هاشم                   |        | فريق أول               | من: 1995 حتى: 18 تموز/ يوليو 1995                              | شغل منصب رئيس أركان الجيش لبضعة أشهر خلال 1995 قبل أن يتبوأ منصب وزير الدفاع حوالي (8) سنوات متلاحقات ولغاية الاحتلال الأمريكي للعراق عام 2003. قُبِلَ بالدورة (43) في الكلية العسكرية يوم 1 كانون الثاني/ يناير 1964 وتخرج فيها يوم 6 حزيران/ يونيو 1966 بعد دراسة طالت حوالي سنتين ونصف السنة. إلتحق بدورة الأركان (42) يوم 6 أيلول/ سبتمبر 1975 وتخرج فيها يوم 7 نيسان/ أبريل 1977 بعد دراسة دامت أكثر من عامين ونصف العام. |
| 26 | عبد الواحد شنان آل رباط      |        | فريق أول               | من: 18 تموز/ يوليو 1995 حتى: 1999                              | قُبِلَ بالدورة (44) في الكلية العسكرية يوم 24 تشرين الأول/ أكتوبر 1964 وتخرج فيها يوم 16 كانون الثاني/ يناير 1967 بعد دراسة طالت حوالي سنتين وشهرين. إلتحق بدورة الأركان (44) يوم 11 أيلول/ سبتمبر 1976وتخرج فيها يوم 8 نيسان/ أبريل 1978 بعد دراسة إستغرقت أكثر من عام ونصف العام. |
| 27 | إبراهيم أحمد عبد الستار محمد |        | فريق أول               | من: 1999 حتى: 9 نيسان/ أبريل 2003                              | باشر تلميذاً بالدورة (49) في الكلية العسكرية يوم 8 آذار/ مارس 1969 وتخرّج فيها يوم 18 تشرين الأول/ أكتوبر 1970. إلتحق بدورة الأركان (46) يوم 12 كانون الثاني/ يناير 1978 وتخرج فيها يوم 20 نيسان/ أبريل 1980 بعد دراسة دامت أكثر من سنتين. وكان آخر رئيس أركان للجيش العراقي لغاية الاحتلال الأمريكي للعراق. |
| جمهورية العراق (2003 - الآن)                                                                            |                              |        |                        |                                                                | |
| في 23 أيار/مايو 2003 تم حل الجيش العراقي وسرح جميع ضباطه ومنتسبيه قبل أن يعاد تأسيسه في 8 آب/أغسطس 2003 |                              |        |                        |                                                                | |
| 28 | بابكر زيباري                 |        | فريق أول               | من: 8 آب/أغسطس 2003 حتى: 29 حزيران/يونيو 2015                  | تخرج من الجامعة العسكرية في بغداد عام 1963 وبدأ حياته العسكرية عام 1970 بعد تخرجه في أكاديمية العسكرية في بغداد. بابكر زيباري شخصية سياسية وعسكرية حيث يشغل منصب قيادي في الحزب الديمقراطي الكردستاني. |
| 29 | عثمان الغانمي                |        | فريق أول               | من: 29 حزيران/يونيو 2015 حتى: 7 أيار/مايو 2020                 | التحق بالكلية الفنية العسكرية في عام 1976-1977 وتخرج برتبة ملازم أول مُهندس، وتدرج في المناصب من آمر فصيل إلى آمر لواء إلى قائد فرقة. شغل منصب قائد الفرقة الثامنة في الجيش العراقي ثم عين قائدا لعمليات الفرات الاوسط وفي 2014 عين نائباً لرئيس اركان الجيش العراقي ثم عين بعد فترة وجيزة رئيسا لأركان الجيش العراقي حصل على وسام الاستحقاق العالي من الولايات المُتحدة الأمريكية، ووصل إلى بريطانيا ليحل كضيف شرف الاستعراض العسكري الملكي. صوت مجلس النواب العراقي في 7 أيارمايو 2020 ليكون وزيراً للداخلية في حكومة مصطفى الكاظمي.                                                                              |
| 30 | عبد الأمير يار الله          |        | فريق أول               | من: 7 حزيران/ يونيو 2020 حتى: الآن                             | عُيّن رئيساً لأركان الجيش العراقي يوم 7 حزيران سنة 2020. وكان قائد عمليات معركة تلعفر (2017) المسمّاة قادمون يا تلعفر. |

## وصلات خارجية
- وزارة الدفاع العراقية
- بوابة الحكومة الالكترونية
- جهاز مكافحة الإرهاب
- موقع القائد العام للقوات المسلحة
- مديرية إدارة التطوع
- | - ع - ن - ت قوات الأمن العراقية | - ع - ن - ت قوات الأمن العراقية                                                                                                            |
| ------------------------------- | --- |
| العسكرية                        | - وزارة الدفاع - القوات المسلحة العراقية - القوة البرية العراقية - القوة البحرية العراقية - القوة الجوية العراقية - القوات الخاصة العراقية |
| شرطة                            | - وزارة الداخلية - الشرطة العراقية - قوة حماية المنشات العراقية - قوات حرس حدود العراق - رابطة شركات الأمن الخاص في العراق                 |
| المخابرات                       | - جهاز المخابرات الوطني - المديرية العامة للاستخبارات - مديرية الاستخبارات العسكرية                                                        |
| ذات صلة                         | - الزي العسكري |